# The Rickshank Rickdemption
"The Rickshank Rickdemption" er det første afsnit i den tredje sæson af Adult Swims tegnefilmserie Rick and Morty. Det er skrevet af Mike McMahan, og instrueret af Juan Meza-Leon, og havde premiere på d. 1. april 2017. Titlen er en reference til filmen The Shawshank Redemption (1994), hvor en uskyldig mand fængsles i mange år og flygter fra fængslet. Denne dag blev den sendt hver halve time fra 20-24, som en del af Adult Swims årlige aprilsnar.
Afsnittet følger op på begivenhederne i sidste afsnit i forrige sæson, hvor Rick Sanchez er blevet fængslet af Galactic Federation, og hans flugt, der både viser hans virkelige motiver og sande karakter. Den modtog gode anmeldelser og blev kaldt en af seriens bedste afsnit. Critics cited the episode's dark undertones and unique insight into Rick's psyche. Det blev set af omkring 676.000 personer ved første visning.